# Lista localităților din Germania - M
| Localitățile din Germania - ghid alfabetic A \| B \| C \| D \| E \| F \| G \| H \| I \| J \| K \| L \| M \| N \| O \| P \| Q \| R \| S \| T \| U \| V \| W \| X-Y \| Z Lista parțială a localităților din Germania - Ultima actualizare: 17.8.2007 |

Maasbüll |
Maasdorf |
Maasen |
Maasholm |
Machern |
Macken |
Mackenbach |
Mackenrode |
Mackenrodt |
Madlitz-Wilmersdorf |
Magdala |
Magdeburg |
Magdeburgerforth |
Magstadt |
Mahlberg |
Mahlstetten |
Mahlwinkel |
Mähren |
Mähring |
Maierhöfen |
Maihingen |
Maikammer |
Mainaschaff |
Mainbernheim |
Mainburg |
Mainhardt |
Mainhausen |
Mainleus |
Mainstockheim |
Maintal |
Mainz |
Maisach |
Maisborn |
Maitenbeth |
Maitzborn |
Malberg |
Malberg |
Malbergweich |
Malborn |
Malchin |
Malching |
Malchow |
Malente |
Malgersdorf |
Malk Göhren |
Mallentin |
Mallersdorf-Pfaffenberg |
Mallin |
Malliß |
Malsburg-Marzell |
Malsch |
Malsch |
Malschwitz |
Malsfeld |
Malterdingen |
Mammelzen |
Mammendorf |
Mamming |
Manching |
Mandel |
Mandelshagen |
Mandern |
Manderscheid |
Manderscheid |
Manhagen |
Mannebach |
Mannebach |
Mannhausen |
Mannheim |
Mannstedt |
Mannweiler-Cölln |
Mansfeld |
Mantel |
Manubach |
Marbach am Neckar |
Marburg |
March |
Margetshöchheim |
Mariaposching |
Marienberg |
Marienborn |
Marienfels |
Marienfließ |
Marienhafe |
Marienhagen |
Marienhausen |
Marienheide |
Marienmünster|
Marienrachdorf |
Mariental |
Marienwerder |
Marihn |
Maring-Noviand |
Marisfeld |
Mark Landin |
Markdorf |
Marke |
Markersbach |
Markersdorf |
Markgröningen |
Märkisch Buchholz |
Märkisch Linden |
Märkisch Luch |
Märkische Heide |
Märkische Höhe |
Markkleeberg |
Marklkofen |
Marklohe |
Markneukirchen |
Markranstädt |
Marksuhl |
Marktbergel |
Markt Berolzheim |
Markt Bibart |
Marktbreit |
Markt Einersheim |
Markt Erlbach |
Marktgraitz |
Marktheidenfeld |
Markt Indersdorf |
Marktl |
Marktleugast |
Marktleuthen |
Markt Nordheim |
Marktoberdorf |
Marktoffingen |
Marktredwitz |
Markt Rettenbach |
Marktrodach |
Marktschellenberg |
Marktschorgast |
Markt Schwaben |
Marktsteft |
Markt Taschendorf |
Markt Wald |
Marktzeuln |
Markvippach |
Markwerben |
Marl |
Marl |
Marloffstein |
Marlow |
Marne |
Marnerdeich |
Marnheim |
Marnitz |
Maroldsweisach |
Marolterode |
Maroth |
Marpingen |
Marquartstein |
Marsberg |
Marschacht |
Martensrade |
Martfeld |
Marth |
Martinroda |
Martinroda |
Martinsheim |
Martinshöhe |
Martinsrieth |
Martinstein |
Marxen |
Marxheim |
Marxzell |
Marzhausen |
Marzling |
Masburg |
Maselheim |
Maßbach |
Massenbachhausen |
Massen-Niederlausitz |
Masserberg |
Massing |
Massow |
Maßweiler |
Mastershausen |
Masthorn |
Mattstedt |
Matzenbach |
Matzerath |
Matzlow-Garwitz |
Mauchenheim |
Mauden |
Mauel |
Mauer |
Mauern |
Mauerstetten |
Maulbronn |
Maulburg |
Mauschbach |
Mauth |
Maxdorf |
Maxhütte-Haidhof |
Maxsain |
Mayen |
Mayschoß |
Mechau |
Mechelroda |
Mechernich |
Mechow |
Mechtersen |
Mechterstädt |
Meckel |
Meckenbach |
Meckenbach |
Meckenbeuren |
Meckenheim |
Meckenheim |
Meckesheim |
Medard |
Meddersheim |
Meddewade |
Medebach |
Medelby |
Medlingen |
Medow |
Meeder |
Meerane |
Meerbeck |
Meerbusch |
Meerfeld |
Meersburg |
Meesiger |
Meezen |
Megesheim |
Meggerdorf |
Mehlbach |
Mehlbek |
Mehlingen |
Mehlmeisel |
Mehltheuer |
Mehmels |
Mehmke |
Mehna |
Mehren |
Mehren |
Mehring |
Mehring |
Mehringen |
Mehrstetten |
Meiersberg |
Meilendorf |
Meinborn |
Meine |
Meinersen |
Meinerzhagen |
Meineweh |
Meinhard |
Meinheim |
Meiningen |
Meisburg |
Meisenheim |
Meißen |
Meißenheim |
Meißner |
Meitingen |
Melbeck |
Melchow |
Meldorf |
Melle |
Mellenbach-Glasbach |
Mellenthin |
Mellin |
Mellingen |
Mellinghausen |
Mellrichstadt |
Melpers |
Melsbach |
Melsdorf |
Melsungen |
Melz |
Memleben |
Memmelsdorf |
Memmingen |
Memmingerberg |
Menden (Sauerland) |
Mendhausen |
Mendig |
Mengen |
Mengerschied |
Mengersgereuth-Hämmern |
Mengerskirchen |
Mengkofen |
Menningen |
Menslage |
Menteroda |
Menzendorf |
Meppen |
Merching |
Merchweiler |
Merdingen |
Merenberg |
Mering |
Merkelbach |
Merkendorf |
Merkendorf |
Merkers-Kieselbach |
Merklingen |
Merlscheid |
Mermuth |
Merschbach |
Merseburg |
Mertendorf |
Mertendorf |
Mertesdorf |
Mertesheim |
Mertingen |
Mertloch |
Merxheim |
Merzalben |
Merzdorf |
Merzen |
Merzenich |
Merzhausen |
Merzkirchen |
Merzweiler |
Meschede |
Mescherin |
Meseberg |
Mesekenhagen |
Mesenich |
Mespelbrunn |
Meßdorf |
Messel |
Messenkamp |
Messerich |
Messingen |
Meßkirch |
Meßstetten |
Mestlin |
Metebach |
Metelen |
Metelsdorf |
Metten |
Mettendorf |
Mettenheim |
Mettenheim |
Metterich |
Mettingen |
Mettmann |
Mettweiler |
Metzels |
Metzenhausen |
Metzingen |
Meudt |
Meura |
Meuro |
Meusebach |
Meuselbach-Schwarzmühle |
Meuselwitz |
Meuspath |
Meyenburg |
Meyn |
Michelau i.Steigerwald |
Michelau in Oberfranken |
Michelbach |
Michelbach (Westerwald) |
Michelbach an der Bilz |
Michelfeld |
Micheln |
Michelsneukirchen |
Michelstadt |
Michendorf |
Mickhausen |
Middelhagen |
Midlum |
Midlum |
Miehlen |
Mielkendorf |
Miellen |
Miesbach |
Miesitz |
Mieste |
Miesterhorst |
Mietingen |
Mihla |
Milda |
Mildenau |
Mildenitz |
Mildstedt |
Millienhagen-Oebelitz |
Milmersdorf |
Milow |
Milower Land |
Miltach |
Miltenberg |
Miltern |
Miltzow |
Milz |
Milzau |
Mindelheim |
Mindelstetten |
Minden |
Minden |
Minderlittgen |
Minfeld |
Minheim |
Mintraching |
Mirow |
Misselberg |
Misselwarden |
Missen-Wilhams |
Mistelbach |
Mistelgau |
Mistorf |
Mittelbiberach |
Mittelbrunn |
Mitteleschenbach |
Mittelfischbach |
Mittelhausen |
Mittelherwigsdorf |
Mittelhof |
Mittelneufnach |
Mittelnkirchen |
Mittelpöllnitz |
Mittelreidenbach |
Mittelsinn |
Mittelsömmern |
Mittelstenahe |
Mittelstetten |
Mittelstrimmig |
Mittenaar |
Mittenwald |
Mittenwalde |
Mittenwalde |
Mitterfels |
Mitterskirchen |
Mitterteich |
Mittweida |
Mitwitz |
Mixdorf |
Mochau |
Mochau |
Möckern |
Möckern |
Möckmühl |
Mockrehna |
Modautal |
Mödingen |
Moers |
Mogendorf |
Mögglingen |
Möglingen |
Möhlau |
Mohlsdorf |
Möhnesee |
Möhnsen |
Möhrenbach |
Möhrendorf |
Mohrkirch |
Moisburg |
Molau |
Molbergen |
Molfsee |
Möllenbeck |
Möllenbeck |
Möllenhagen |
Möllensdorf |
Mollenstorf |
Möllern |
Mölln |
Mölln |
Molmerswende |
Molsberg |
Molschleben |
Mölschow |
Mölsheim |
Moltzow |
Molzhain |
Mömbris |
Mömlingen |
Mommenheim |
Mönchberg |
Mönchengladbach |
Mönchenholzhausen |
Mönchhagen |
Mönchpfiffel-Nikolausrieth |
Mönchsdeggingen |
Mönchsroth |
Mönchweiler |
Monheim |
Monheim am Rhein |
Mönkeberg |
Mönkebude |
Mönkhagen |
Mönkloh |
Monreal |
Monschau |
Monsheim |
Mönsheim |
Monstab |
Montabaur |
Möntenich |
Monzelfeld |
Monzernheim |
Monzingen |
Moordiek |
Moordorf |
Moorenweis |
Moorgrund |
Moorhusen |
Moormerland |
Moorrege |
Moor-Rolofshagen |
Moorweg |
Moos |
Moos |
Moosach |
Moosbach |
Moosburg |
Moosburg an der Isar |
Moosinning |
Moosthenning |
Moraas |
Morbach |
Mörel |
Mörfelden-Walldorf |
Morgenröthe-Rautenkranz |
Moringen |
Möringen |
Moritz |
Moritzburg |
Moritzheim |
Morl |
Mörlen |
Mörlenbach |
Mörnsheim |
Morsbach |
Mörsbach |
Mörschbach |
Morscheid |
Morschen |
Morschheim |
Mörschied |
Mörsdorf |
Mörsdorf |
Mörsfeld |
Morshausen |
Morsleben |
Mörstadt |
Mosbach |
Mosbruch |
Moschheim |
Moselkern |
Möser |
Mossautal |
Moßbach |
Motten |
Möttingen |
Mötzing |
Mötzingen |
Moxa |
Mözen |
Much |
Mücheln (Geiseltal) |
Mucheln |
Muchow |
Mücka |
Mücke |
Mückeln |
Mudau |
Müden (Aller) |
Müden (Mosel) |
Mudenbach |
Mudersbach |
Mudershausen |
Mügeln |
Muggensturm |
Müglitztal |
Mühbrook |
Mühl Rosin |
Mühlacker |
Mühlanger |
Mühlau |
Mühlbeck |
Mühlberg |
Mühlberg/Elbe |
Mühldorf a.Inn |
Mühlenbach |
Mühlenbarbek |
Mühlenbecker Land |
Mühlenberge |
Mühlen Eichsen |
Mühlenfließ |
Mühlenrade |
Mühlental |
Mühlhausen |
Mühlhausen |
Mühlhausen |
Mühlhausen im Täle |
Mühlhausen/Thüringen |
Mühlhausen-Ehingen |
Mühlheim am Main |
Mühlheim an der Donau |
Mühlingen |
Mühlpfad |
Mühltal |
Mühltroff |
Muhr am See |
Mülbach |
Mulda/Sa. |
Muldenstein |
Mulfingen |
Mülheim (Mosel) |
Mülheim an der Ruhr |
Mülheim-Kärlich |
Müllenbach |
Müllenbach |
Müllheim |
Müllrose |
Mülsen |
Mulsum |
Mülverstedt |
Münchberg |
Müncheberg |
Münchehofe |
München |
Münchenbernsdorf |
Münchhausen |
Münchsmünster |
Münchsteinach |
Münchwald |
Münchweiler am Klingbach |
Münchweiler an der Alsenz |
Münchweiler an der Rodalb |
Mundelsheim |
Munderkingen |
Mündersbach |
Münk |
Munkbrarup |
Münnerstadt |
Munningen |
Münsing |
Münsingen |
Münster |
Münster |
Munster |
Münster |
Münsterappel |
Münsterdorf |
Münsterhausen |
Münstermaifeld |
Münster-Sarmsheim |
Münstertal/Schwarzwald |
Murchin |
Murg |
Mürlenbach |
Murnau a.Staffelsee |
Murr |
Murrhardt |
Müsch |
Müschenbach |
Muschwitz |
Müssen |
Mustin |
Mustin |
Musweiler |
Mutlangen |
Mutterschied |
Mutterstadt |
Mützenich |
Mutzschen |
Muxerath |
Mylau |